# Wera Fjodorowna Gase
Wera Fjodorowna Gase (russisch Вера Фёдоровна Газе; * 17. Dezemberjul. / 29. Dezember 1899greg. in St. Petersburg; † 3. Oktober 1954 in Leningrad) war eine sowjetische Astronomin.

## Leben
Gase studierte an der Universität Petrograd mit Abschluss 1924. Ab 1921 arbeitete sie im Astronomie-Institut der Akademie der Wissenschaften der UdSSR in Petrograd. Dort bestimmte sie die Umlaufbahnen von Kleinplaneten.
1926 wurde Gase Mitarbeiterin des Pulkowo-Observatoriums. Sie beteiligte sich an der Gravimetrie-Expedition des Astronomie-Instituts (1929) und an der Expedition des Pulkowo-Observatoriums zur Beobachtung der totalen Sonnenfinsternis am 19. Juni 1936. Gases Forschungsschwerpunkt war die Sternspektroskopie.
Im November 1936 wurde Gase wie viele andere Mitarbeiter des Pulkowo-Observatoriums und dann auch der Direktor Boris Petrowitsch Gerassimowitsch wegen Beteiligung an der terroristischen faschistischen Trotzki-Sinowjew-Organisation verhaftet. Nach der Freilassung 1940 arbeitete Gase in dem zum Pulkowo-Observatorium gehörenden Observatorium in Simejis (seit 1945 Teil des Krim-Observatoriums). 1940 entdeckte sie dort im Spektrum des Gamma Cassiopeiae Veränderungen infolge der Bildung eines Sternmantels. Zusammen mit Grigori Abramowitsch Schain untersuchte sie die Molekülspektren von Kohlenstoffsternen.
Während des Deutsch-Sowjetischen Kriegs arbeitete Gase im Astrophysikalischen Observatorium Abastumani. Dann kehrte sie nach Simejis zurück und arbeitete dort bis zu ihrem Tode. 1949 beteiligte sie sich an der Untersuchung der Diffusen Nebel. Sie entdeckte viele bisher unbekannte Nebel und identifizierte neuartige Typen. Zusammen mit Schain untersuchte sie die Strukturen der Nebel und bestimmte ihre Massen sowie die Verteilung von Staub und Gas. Zusammen mit Schain erstellte sie den Atlas der Diffusen Nebel, der 1952 erschien.
Gase wurde auf dem Friedhof am Pulkowo-Observatorium begraben.
Gases Namen tragen der Asteroid (2388) Gaze, den 1977 Nikolai Stepanowitsch Tschernych am Krim-Observatorium entdeckte, und der Venuskrater Gaze.